# شتيفان مولر (أستاذ جامعي)
شتيفان مولر (بالألمانية: Stefan Müller)‏ هو رياضياتي ألماني، ولد في 15 مارس 1962 في فوبرتال في ألمانيا.